# 纪廉·德·卡斯特罗
纪廉·德·卡斯特罗-貝爾維斯（西班牙語：Guillén de Castro y Bellvis），（1569年—1631年），文艺复兴时期西班牙剧作家。

## 生平
他写作了许多部作品，并对米格爾·德·塞万提斯的著作进行了戏剧改编。他还是巴伦西亚文学会的创办人之一。

## 扩展阅读
- 本条目包含来自公有领域出版物的文本: Chisholm, Hugh (编).  (第11版). London: Cambridge University Press. 1911.